# Plinio Fernando
Plinio Fernando (Túnez, 15 de septiembre de 1947) es un actor y escultor italiano.

## Biografía
Nacido en Túnez en el año 1947, de padres italianos de origen judío, a la edad de cinco años marcha a Roma.
El 3 de julio del año 2017, fallece su compañero de trabajo Paolo Villaggio con 84 años, por lo que Plinio lo recuerda diciendo unas palabras en su memoria.

## Filmografía
- Fantozzi, dirigida por Luciano Salce (1975)
- II secondo tragico Fantozzi, dirigida por Luciano Salce (1976)
- Sturmtruppen, dirigida por Salvador Samperi (1977)
- Fantozzi contro tutti, dirigida por Neri Parenti y Paolo Villaggio (1980)
- Sballato, gasato, completamente fuso, dirigida por Steno (1982)
- Fantozzi subisce ancora, dirigida por Neri Parenti (1983)
- Fracchia contro Dracula, dirigida por Neri Parenti (1985)
- Superfantozzi, dirigida por Neri Parenti (1986)
- Fantozzi va in pensione, dirigida por Neri Parenti (1988)
- Fantozzi alla riscossa, dirigida por Neri Parenti (1990)
- Fantozzi in paradiso, dirigida por Neri Parenti (1993)